# Altri
Altri SGPS SA és un conglomerat industrial portuguès amb seu a Porto. Les principals empreses del grup operen en la producció de pasta de fusta, el conreu de boscos per a la indústria de la fusta i el paper i la cogeneració d'energia, inclosa la producció d'energia a partir de recursos Energies renovables. Abans del 2008 el grup també operava a la indústria siderúrgica.
La holding d'Altri és Altri SGPS, SA., que cotitza a la borsa Euronext Lisbon. Les seves principals filials són Celulose do Caima (indústria del paper) i Celbi (indústria del paper). La filial d'Altri, F. Ramada, que produïa acer i sistemes d'emmagatzematge com ara xapes i tires d'acer laminats en fred, maquinària, eines i altres productes relacionats, es va escindir com a spin-off a la borsa el 2008. Va néixer a partir d'una escissió dels actius industrials del grup Cofina, després anomenat Medialivre, el març de 2005.

## Controvèrsia a Palas de Rei
El projecte de construcció d'una nova fàbrica de cel·lulosa a Palas de Rei, anomenada projecte Gama, ha generat una àmplia polèmica per preocupacions mediambientals, econòmiques i socials. l Consell de la Xunta va declarar estratègic aquest projecte industrial el desembre 2022, i a finals de 2023 l'empresa va presentar la documentació necessària per a l'autorització ambiental.
La planta, que seria significativament més gran que altres instal·lacions similars a Galícia, ha generat debat sobre el seu impacte ambiental. Els crítics del projecte expressen la preocupació pel consum intensiu de aigua que requerirà ei l'impacte que això tindrà sobre els Ecosistemes i la biodiversitat locals, i especialment relacionats amb el cultiu intensiu d'eucaliptus.
La captació d'aigua prevista afectaria el riu Ulla i, per extensió, la ria d'Arousa, afectant les indústries locals de la pesca i el marisqueig. A més, hi ha alarma pel potencial augment de l'eucaliptització a la zona, que podria provocar una pèrdua de biodiversitat i augmentar el risc d'incendis forestals, un problema ja conegut a Portugal.
També es va constatar la manca de comunicació i transparència respecte al projecte. Molts residents i propietaris afectats consideren que no se'ls ha informat ni consultat adequadament sobre l'expropiació de terres per al projecte, així com les implicacions per a l'agricultura i la ramaderia local. El març de 2024 es va obrir el termini d'al·legacions, i es van presentar més de 23.000 objeccions contra el projecte.